# 岡田直樹
岡田 直樹（おかだ なおき、1962年〈昭和37年〉6月9日 - ）は、日本の政治家。自由民主党所属の参議院議員（4期）。同党参議院幹事長代行、石川県連会長。
内閣府特命担当大臣（沖縄及び北方対策、地方創生、規制改革、クールジャパン戦略、アイヌ施策）、デジタル田園都市国家構想担当大臣、国際博覧会担当大臣、行政改革担当大臣（第2次岸田第1次改造内閣）、内閣官房副長官（第4次安倍第2次改造内閣・菅義偉内閣）、財務副大臣（第3次安倍第1次改造内閣）、国土交通大臣政務官（福田康夫改造内閣・麻生内閣）、参議院国土交通委員長、石川県議会議員（1期）、自由民主党参議院国会対策委員長を歴任した。

## 概説

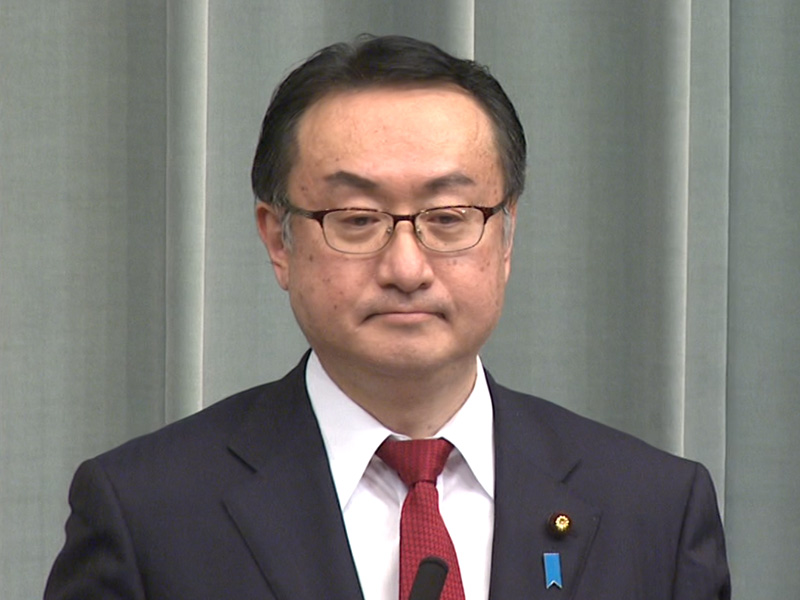
2021年、内閣官房副長官時

石川県金沢市出身（現住所は同市窪5丁目）。父は元北國新聞社社長の岡田尚壮。妻は森喜朗元首相の姪（弟の長女）。身長は188cm。
金沢大学附属高等学校卒業後、東京大学文学部中国哲学科に入学。その後は報道に関心を持ち、同法学部第3類（政治コース）に学士入学する。1989年、大学を卒業し、実父が社長を勤めていた北國新聞社に入社。2000年、北國新聞社を退職、「金沢政策フォーラム」を設立。
2002年3月、石川県議会議員の金沢市選挙区の補欠選挙に自由民主党公認で立候補し、初当選。

### 参議院議員
2004年7月、第20回参議院議員通常選挙に石川県選挙区から自民党公認で立候補し、初当選。
2008年8月、福田康夫改造内閣において国土交通大臣政務官（安全危機管理関係の施策、交通関係施策、航空関係の事務の担当）に就任。
2010年7月、参院選に再選。2011年10月、参議院国土交通委員長に就任。2013年10月、参議院議院運営委員会筆頭理事に就任。2015年10月、第3次安倍第1次改造内閣において財務副大臣（税制、関税、国際関係及び参議院における答弁等の関係事務の担当）に就任。
2016年7月、参院選に3選。2019年9月、第4次安倍第2次改造内閣において内閣官房副長官に就任。2020年9月、菅義偉内閣において内閣官房副長官に再任。2021年10月4日、自由民主党参議院国会対策委員長に就任。
2022年7月、参院選で4選。同年8月10日、第2次岸田第1次改造内閣で内閣府特命担当大臣（沖縄及び北方対策、地方創生、クールジャパン戦略、アイヌ施策、規制改革）として初入閣し、併せて国際博覧会、デジタル田園都市国家構想、行政改革を担当する国務大臣も兼ねた。
2024年1月10日、自民党は派閥の政治資金パーティーをめぐる問題を受けて、臨時の総務会を開催。再発防止策などを検討するため、「政治刷新本部」の設置を決めた。安倍派からは岡田直樹、野上浩太郎、佐々木紀、髙階恵美子、上野通子、太田房江、松川るい、吉川有美、藤原崇、高橋はるみの10議員がメンバー入りした。同年1月13日、この10議員のうち、髙階を除く9人がパーティー収入の一部を政治資金収支報告書に記載せず裏金にしていた疑いがあることが明らかとなった。

## 政策・主張

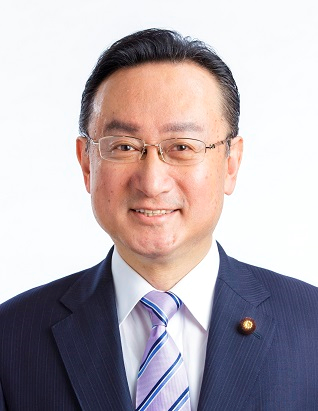
内閣官房副長官時に公開された肖像写真

### 憲法
- 憲法改正について、2022年のNHK、毎日新聞社のアンケートで「賛成」と回答[20][21]。
- 9条改憲について、2022年の毎日新聞社のアンケートで「改正して、自衛隊の存在を明記すべきだ」と回答[21]。9条への自衛隊の明記について、2022年のNHKのアンケートで「賛成」と回答[20]。
- 憲法を改正し緊急事態条項を設けることについて、2022年のNHKのアンケートで「賛成」と回答[20]。

### 外交・安全保障
- 敵基地攻撃能力を持つことについて、2022年のNHKのアンケートで「賛成」と回答[20]。
- 普天間基地の辺野古移設について、2022年の毎日新聞社のアンケートで「賛成」と回答[21]。
- ロシアは2022年2月24日、ウクライナへの全面的な軍事侵攻を開始した[22]。日本政府が行ったロシアに対する制裁措置についてどう考えるかとの問いに対し、2022年のNHKのアンケートで「適切だ」と回答[20]。同年の毎日新聞社のアンケートで「制裁をより強めるべきだ」と回答[21]。
- 2022年6月7日、政府は経済財政運営の指針「骨太方針」を閣議決定した。NATO加盟国が国防費の目標としている「GDP比2%以上」が例示され、防衛力を5年以内に抜本的に強化する方針が明記された[23]。「防衛費を今後どうしていくべきだと考えるか」との問いに対し、2022年のNHKのアンケートで「ある程度増やすべき」と回答[20]。

### ジェンダー
- 選択的夫婦別姓制度の導入について、2010年に反対する請願を国会へ提出した[24]。2022年のNHK、毎日新聞社のアンケートで回答しなかった[20][21]。
- 同性婚を可能とする法改正について、2022年のNHK、毎日新聞社のアンケートで「反対」と回答[20][21]。
- クオータ制の導入について、2022年のNHKのアンケートで「反対」と回答[20]。

### その他
- アベノミクスについて、2022年の毎日新聞社のアンケートで「当面は継続すべきだ」と回答[21]。
- 「原子力発電への依存度を今後どうするべきか」との問題提起に対し、2022年のNHKのアンケートで「高めるべき」と回答[20]。
- 国会議員の被選挙権年齢の引き下げについて、2022年の毎日新聞社のアンケートで「賛成」と回答[21]。
- 2016年の米国大統領選挙について「ドナルド・トランプとヒラリー・クリントンのどちらを支持するか」との問いに対し、2016年の毎日新聞社のアンケートで「どちらとも言えない」と回答[25]。
- 2016年2月8日、高市早苗総務大臣は、放送局が政治的公平性を欠く放送を繰り返した場合、電波法に基づき電波停止を命じる可能性に言及した[26]。安倍晋三首相は2月15日の衆議院予算委員会で野党の批判に反論し、高市の発言を擁護した[27]。政府の姿勢をどう思うかとの問いに対し、2016年の毎日新聞社のアンケートで「問題とは思わない」と回答[25]。
- 北陸新幹線敦賀以西のルート選定問題について、米原ルートを支持[28]。

## 人物・不祥事

### 政治資金パーティー収入の裏金問題
2023年12月1日、朝日新聞が、自民党5派閥の政治資金パーティーをめぐる問題で、清和政策研究会（安倍派）が、所属議員が販売ノルマを超えて集めた分の収入を裏金として議員側にキックバックする運用を組織的に続けてきた疑いがあるとスクープした。安倍派は2018年から2022年に毎年1回パーティーを開き、計6億5884万円の収入を政治資金収支報告書に記載している。一方、収入・支出のいずれにも記載していない裏金の総額は直近5年間で1億円を超えるとされ（のちに5億円に修正）、共同通信は「実際のパーティー収入は少なくとも8億円前後に膨らむ可能性がある」と報じた。清和政策研究会の政治資金収支報告書の記載内容は下記のとおり。
| 年月日        | パーティー名                 | 会場               | 収入        | 購入者数 | 出典 |
| ------------- | ---------------------------- | ------------------ | ----------- | -------- | ---- |
| 2018年5月22日 | 清和政策研究会との懇親の集い | 東京プリンスホテル | 2億802万円  | 7,021人  | [38] |
| 2019年5月21日 | 清和政策研究会との懇親の集い | 東京プリンスホテル | 1億5338万円 | 5,177人  | [39] |
| 2020年9月28日 | 清和政策研究会との懇親の集い | 東京プリンスホテル | 1億262万円  | 3,464人  | [40] |
| 2021年12月6日 | 清和政策研究会との懇親の集い | 東京プリンスホテル | 1億2万円    | 3,376人  | [41] |
| 2022年5月17日 | 清和政策研究会との懇親の集い | 東京プリンスホテル | 9480万円    | 3,200人  | [33] |
| （合計）      |                              |                    | 6億5884万円 |          |      |
パーティー券は通常1枚2万円であるため、販売枚数が推計できるが、枚数に対する購入者の比率は2018年から2022年にかけてすべて「0.675」で統一されている。日本大学名誉教授の岩井奉信は「絶対にあり得ない」とし、安倍派は政治資金収支報告書に架空の購入者数を記入したとみられる。
同年12月25日、安倍派では少なくとも参議院議員選挙があった2019年と2022年に開いたパーティーについて、改選となる参議院議員に販売ノルマを設けず、集めた収入を全額キックバックしていたことが報道により明らかとなった。
2024年1月13日、自民党が同月に設置した「政治刷新本部」をめぐり、安倍派からメンバー入りした岡田直樹、野上浩太郎、佐々木紀、髙階恵美子、上野通子、太田房江、松川るい、吉川有美、藤原崇、高橋はるみの10議員のうち、髙階を除く9人がパーティー収入の一部を裏金にしていた疑いがあること明らかとなった。
同年4月4日、自民党は党紀委員会を開き、岡田を戒告とするなど安倍派と二階派の議員ら計39人の処分を決定した。
同年12月26日、東京地検特捜部は政治資金規正法違反の疑いで告発された岡田を嫌疑不十分で不起訴とした。

### その他
- ジャーナリストの鈴木エイトが作成した「旧統一教会関連団体と関係があった現職国会議員168人」によれば、旧統一教会関連団体との関係について、かつて教団関連会合にメッセージを寄せており、秘書が代理出席をしていたとされる[48]。

- 全国たばこ販売政治連盟や全国たばこ耕作者政治連盟といったたばこ関連団体から、2010年に20万円の政治献金を受けている[49]。

## 所属団体・議員連盟
- 自民党たばこ議員連盟[50]
- 創生「日本」[51]（事務局次長）
- みんなで靖国神社に参拝する国会議員の会[51]
- 神道政治連盟国会議員懇談会[51]
- 自民党国際人材議員連盟
- 北京オリンピックを支援する議員の会
- 再チャレンジ支援議員連盟
- TPP交渉における国益を守り抜く会

## 支援団体
- 全国たばこ販売政治連盟（2022年参院選組織推薦候補者）[52]

## 親族・家族
- 父・岡田尚壮（北國新聞元社長、2020年3月23日に85歳で死去）[53]
- 妻の伯父・森喜朗（元内閣総理大臣）[54]

## 著書
- 『憲法改正序曲』北國新聞社、2006年

以下上記著書から一部引用する。
「…夜遅く、知り合いから電話が入った。『見たか？テレビ朝日の『報道ステーション』でこっぴどくやられてるぞ！』番組を見ていなかった私は翌朝、ビデオを見て、全身の血が逆流するような怒りを覚えた。キャスターは、あの古舘伊知郎である。『無神経としか言いようがないんですが、今日ある議員がですね、横田夫妻に対して経済制裁をすれば、あのニセの遺骨が本物になりかねない、というちょっと信じ難い発言をしているんですね』こんな前口上のあと、委員会での私の質問の映像が流れた。それは私の発言の意図や前後の文脈など全く無視して切り張りしたもので、『（北朝鮮は）前のが偽の遺骨であったなら今度は本物を出そうとしかねない国』という私の発言を、あたかも『めぐみさんが骨になるぞ』と脅迫しているかのように、百八十度ねじ曲げて伝えたものだった。古舘キャスターと河野明子アナウンサーは言いたい放題である。河野アナ『どうして、こんな心ないことを言ってしまったんでしょうね』古舘氏『想像ですけれども、北をとっちめたいと思うあまり、まるで非常に苦しい立場にいる夫妻に、この覚悟はありやなしやと聞いているふうに聞こえちゃうんですよね。本人に確認したわけじゃないですけれども』実際、私は古舘氏はおろか、テレビ朝日の記者からも一切、取材は受けていない。私は思わずビデオの古舘氏に向かって、つぶやいた。『確認もせず想像だけでぶったぎるのか？』問答無用で闇討ちに遭ったような気分だった。…あまりにも恣意的な偏向報道である。しかも私のアップの映像には、ご丁寧にも『東大法学部卒』などという無意味な、むしろ悪意のこもったテロップまで付いていた。…めったに怒らない私だが、このときばかりは激怒し『断固戦ってやる』と決心した。一番ありがたかったことは、横田さん夫妻が心配して、救う会のホームページに理解あるコメントを載せていただいたことだ。『自分たちの考えを分かっていた上で、あえて国会の場でそのことを家族の口から話すことが大事と判断してあの質問をしてくれたことを有り難く思っています』これで私がご両親の感情を逆なでしたという古舘氏らのコメントが全く根拠のない憶測に過ぎないことが証明されたのである。…六月一七日、武部勤自民党幹事長と私は連名でテレビ朝日に抗議するとともに、放送法に基づく訂正放送と謝罪を求める通知書を送付した。武部幹事長と片山虎之助参院幹事長は記者会見でも厳重に抗議してくれた。森喜朗前首相や参院の青木幹雄議員会長、矢野哲朗国対委員長らも心配して、それぞれの人脈でテレビ朝日に申し入れをした。とりわけ安倍晋三幹事長代理は激しく怒り、全面的に支援してくれた。安倍氏もまた、『従軍慰安婦』模擬裁判を扱ったNHK番組を政治的圧力で改変させたとする歪曲報道と闘っていたのである。六月二十二日、テレビ朝日の報道局長ら番組製作責任者が自民党本部にやってきたが、それは『謝罪や訂正はできない』『議員の質問にも不適切な内容があった』と開き直った、とても認められない説明だった。私は柄にもなく握りこぶしで机をたたいて怒鳴った。『どこが不適切だっ！言ってみろ！』テレビ朝日側は皆うつむき、同席した武部幹事長も安倍幹事長代理もギョッとした様子だった。安倍氏が言い放った。『あなた方は拉致問題に冷淡だったのに、今になって家族に同情するふりをして私たちを非難している。おためごかしとはこのことだ。偽善的な報道は絶対に許せない』ゆでたこのように真っ赤になった武部幹事長は『お引き取りを願いたい』とテレビ朝日の人々を追い返した。安倍氏は金沢で開かれた自民党女性局の集会にも駆け付け、私を擁護してくれた。『勇敢に闘う者は必ず攻撃される。岡田さんを信じて応援して上げてほしい』そして出演が決まっていたテレビ朝日『サンデープロジェクト』の出演をキャンセルし、強い抗議の意思を示した。その厚意は涙が出るほどうれしかった。テレビ朝日も困り果てたのであろう。七月四日になって、関係者が再び自民党本部を訪れて全面的に謝罪したのである。そして同日夜の『報道ステーション』で古舘キャスター、河野アナが頭を下げて訂正放送を行った。『あたかも岡田議員が経済制裁を推進したいがために、横田夫妻の心情を無視して覚悟を迫ったという誤った印象を視聴者に与え、岡田議員に多大なご迷惑をおかけしました。』『ご本人に真意を確認すればよかった。本当に申し訳ありませんでした』それでも私の心は晴れなかった。…」（210～215頁）

## 選挙歴
| 当落 | 選挙                     | 執行日         | 年齢 | 選挙区       | 政党       | 得票数     | 得票率 | 定数 | 得票順位 /候補者数 | 政党内比例順位 /政党当選者数 |
| ---- | ------------------------ | -------------- | ---- | ------------ | ---------- | ---------- | ------ | ---- | ------------------ | ---------------------------- |
| 当   | 2002年石川県議会補欠選挙 | 2002年3月      | 39   | 金沢市選挙区 | 無所属     | 6万8024票  | 63.84% | 1    | 1/3                | /                            |
| 当   | 第20回参議院議員通常選挙 | 2004年07月11日 | 42   | 石川県選挙区 | 自由民主党 | 28万9697票 | 56.11% | 1    | 1/3                | /                            |
| 当   | 第22回参議院議員通常選挙 | 2010年07月11日 | 48   | 石川県選挙区 | 自由民主党 | 30万4511票 | 55.50% | 1    | 1/3                | /                            |
| 当   | 第24回参議院議員通常選挙 | 2016年07月10日 | 54   | 石川県選挙区 | 自由民主党 | 32万8013票 | 61.73% | 1    | 1/3                | /                            |
| 当   | 第26回参議院議員通常選挙 | 2022年07月10日 | 60   | 石川県選挙区 | 自由民主党 | 27万4253票 | 64.53% | 1    | 1/6                | /                            |